# Serie A (Suiza) 1897-98
La Serie A 1897-98 fue la primera temporada del Campeonato Suizo de Fútbol. El campeonato no fue organizado por la Asociación Suiza de Fútbol y por lo tanto no es considerado oficial.

## Grupo 1
| Club                    | Resultado | Club                    |
| Grasshopper-Club Zürich | 7-1       | FC Zürich               |
| FC Zürich               | 3-0       | Grasshopper-Club Zürich |

## Grupo 2
| Club                               | Resultado | Club                     |
| Villa Longchamp Lausanne           | 1-0       | FC Yverdon               |
| Lausanne Football and Cricket Club | 4-0       | Maison Neuve Vevey       |
| Lausanne Football and Cricket Club | 5-2       | Villa d'Ouchy (Lausanne) |
| Villa Longchamp Lausanne           | 1-0       | Lausanne FC et CC        |

## Grupo 3
| Club                 | Resultado | Club                  |
| Le Château de Lancy  | 4-0       | Racing Club de Geneve |
| La Châtelaine Genève | 9-2       | Le Château de Lancy   |

## Final
| Club                    | Resultado | Club                     |
| Grasshopper-Club Zürich | 6-1       | Villa Longchamp Lausanne |
| La Châtelaine Genève    | 0-2       | Grasshopper-Club Zürich  |

Grasshopper-Club Zürich ganó el campeonato.